# Anisodes lutearia
Anisodes lutearia là một loài bướm đêm trong họ Geometridae.